# Marie-Louise Marmette
Pour les articles homonymes, voir Marmette.
Marie-Louise Marmette (1870-1928) (baptisée Marie-Louise-Joséphine-Esther-Eliza), dite Louyse de Bienville (Brodeur), a été auteure et conférencière canadienne française. Son nom de plume le plus fréquemment utilisé est Louyse de Bienville.

## Jeunesse
Fille de Marie-Joséphine Garneau et de Joseph-Étienne-Eugène Marmette, Marie-Louise Marmette appartient à une branche familiale de gens de lettres. Son grand-père maternel s’avère être l’historien François-Xavier Garneau. Son père est un écrivain francophone prolifique qui fait partie des fondateurs du Cercle des Dix, société littéraire d’Ottawa. Elle accompagnait parfois son père dans quelques salons littéraires de Québec.
De 1880 à 1882, Marie-Louise étudie auprès de la communauté religieuses des Ursulines de Québec. Elle poursuit ses études à Ottawa, auprès de la Congrégation de Notre-Dame. Marie-Louise fit aussi des études en littérature à Paris où sa famille héberge pendant quatre ans; à l'époque, son père avait eu des mandats d’archiviste pour le gouvernement fédéral canadien. Marie-Louise se marie à l’été de 1892, à Ottawa à Donat Brodeur, lequel exerçait la profession d’avocat. Subséquemment, le couple s’établit à Montréal; ils eurent huit enfants.

## Carrière littéraire
Dans son œuvre littéraire, Marie-Louise s’inspira à priori du roman «François de Bienville» qui avait été publié en 1870, soit l’année de sa naissance. Sa carrière littéraire s’étira sur 25 ans et les faits marquants furent:
- Entre 1902 et 1909, contribution au Journal de Françoise, qui avait été fondé à Montréal par la journaliste Robertine Barry, dite Françoise.
- Entre 1913 et 1915, continuité de sa collaboration auprès de la presse féminine montréalaise, notamment dans le magazine "Pour vous mesdames"; ce magazine avait été fondé et dirigé par Georgine Bélanger, dite Gaétane de Montreuil.
- De 1913 à 1916, Marie-Louise publia des écrits dans la "Bonne Parole", organe de la "Fédération nationale Saint-Jean-Baptiste". Marie-Louise était membre actif  auprès de cet organisme ; sous l'égide de cet organisme, elle donna notamment des conférences au cours des réunions mensuelles de l’Association professionnelle des employées de manufactures et de l’Association professionnelle des employées de magasins [V. Marie-Anne Laporte], associations que chapeaute la fédération). En 1920 et en 1924, deux textes de Marie-Louise paraissent dans La Revue moderne d’Anne-Marie Gleason.
- Par ailleurs, Marie-Louise collabora à des publications généralistes, notamment "Le Temps d’Ottawa", "le Pays de Montréal", "le Courrier de Montmagny" et "le Soleil"; elle ne publiera cependant jamais de livre[1].

Marie-Louise composera divers essais notamment chronique d’actualité et littéraire, biographie, nouvelle, conte et poésie. Elle semble fascinée par les grands personnages (de Jeanne d’Arc à son aïeul François-Xavier Garneau). À l'occasion, elle écrit aussi de l’état de la littérature nationale et de l’avènement du féminisme, qu’elle considère comme « l’une des manifestations, la plus grave, qui aient honoré l’humanité», déclare-t-elle en octobre 1913 dans le magazine "Pour vous mesdames".
Marie-Louise démontre son intérêt pour l’actualité, notamment la Grande Guerre. Elle écrit comme mère (ses trois fils s’étant engagés comme volontaires) et aussi comme journaliste en publiant en octobre 1914 quelques «Pages de guerre» dans "Pour vous mesdames" et "la Bonne Parole" (en février, mars, mai et juin 1916). Admiratrice du courage des Françaises dans cette lutte, Marie-Louise écrit ainsi, en juin 1916 : «Un peuple magnifié par de telles femmes ne sera jamais vaincu». Dans une chronique quotidienne de la Presse du 18 janvier 1919 sur le suffrage féminin, Marie-Louise revendique, sans ambages, ce droit pour les femmes ainsi que «son libre usage».
À la suite du décès de Marie-Louise survenu en 1928, sa fille Marguerite colligea près d’une trentaine de ses écrits ; finalement, elle les publia en 1931 à Montréal sous le titre "Figures et Paysages". Cette publication posthume, annoncée comme le premier d’une série de quatre, visait à rendre à sa mère un hommage mérité; toutefois, il n'y eut pas de suite à cet ouvrage.

## Hommages
Une rue a été nommée en son honneur, en 2011, dans la ville de Québec.